# Glaurocara nigrescens
Glaurocara nigrescens là một loài ruồi trong họ Tachinidae.